# Diego Canali
Diego Nicolás Canali (5 febbraio 1988) è un ex calciatore argentino, di ruolo attaccante.

## Biografia
Ha anche il passaporto italiano.

## Caratteristiche tecniche
Gioca principalmente come prima punta grazie al fisico possente, ma può giocare anche come seconda punta.

## Carriera
Tra il 2007 ed il 2008 è nella rosa del Boca Juniors, con cui non esordisce in partite ufficiali; nel 2008 si trasferisce in Italia al Gela, con cui nella stagione 2008-2009 gioca una partita nel campionato di Lega Pro Seconda Divisione. Nel dicembre del 2008 lascia la squadra e scende di categoria, andando a giocare in prestito in Serie D alla R.C. Angolana, con cui termina l'annata giocando altre 5 partite nel massimo campionato dilettantistico. A fine anno rimane ancora in Serie D, all'Adrano, con la cui maglia realizza 4 reti in 14 partite di campionato per poi trasferirsi a dicembre al Latina, altra formazione di Serie D, con la cui maglia nella seconda parte della stagione disputa altre 4 partite senza mai segnare.
Nel 2011 va a giocare nel Tauro, squadra della prima divisione di Panama, con la quale oltre a vincere un campionato gioca 5 partite nella fase a gironi della CONCACAF Champions League 2011-2012, nella quale la sua squadra si classifica al quarto ed ultimo posto venendo quindi eliminata dalla competizione.

## Palmarès

### Club

#### Competizioni nazionali
- Campionato panamense: 1

Tauro: Clausura 2012